# Jared Lorenzen
Jared Raymond Lorenzen (Covington, Kentucky, 1981. február 14. – Fort Thomas, Kentucky, 2019. július 3.) Super Bowl-győztes amerikai amerikaifutball-játékos.

## Pályafutása
2004 és 2008 között játszott az NFL-ben. 2004 és 2007 között a New York Giants, 2008-ban az Indianapolis Colts játékosa volt. A Coltsban tétmérkőzésen nem szerepelt. 2008-ban a Giants csapatával Super Bowl-győztes lett.

## Sikerei, díjai
- Super Bowl
  - győztes: 2008